# حمزة بن عمرو
حمزة بن عمرو الأسلمي، صحابي من صحابة النبي محمد ﷺ، كان يكنى بأبي صالح، وقيل أبي محمد.

## نسبه
حمزة بن عمرو بن عويمر بن الحارث بن الأعرج بن سعد بن رزاح بن عدي بن سهم بن مازن بن الحارث بن سلامان بن أسلم بن أقصى بن حارثة.

## سيرته
شهد فتح إفريقيا مع عبد الله بن سعد. وروى عن أهل المدينة، وكان يسرد الصوم.
روى هشام بن عروة عن أبيه عن عائشة أنها قالت: «سأل حمزة بن عمرو رسول الله ﷺ عن الصوم في السفر، فقال: «إن شئت فصم، وإن شئت فأفطر»».
روى عنه الحديث عائشة وابنه محمد، وعروة بن الزبير، وسليمان بن يسار، وأبو سلمة بن عبد الرحمن.

## وفاته
مات حمزة بن عمرو في خلافة يزيد بن معاوية سنة 61 هـ، وهو ابن إحدى وسبعين سنة.

### فهرس المراجع
1. ↑  الأصبهاني (1998)، ج. 2، ص. 680.
2. ↑  الزركلي (2002)، ج. 2، ص. 280.
3. ↑  ابن عبد البر (1992)، ج. 1، ص. 375.

### المعلومات الكاملة للمراجع
- ابن عبد البر (1992)، الاستيعاب في معرفة الأصحاب، تحقيق: علي محمد البجاوي (ط. 1)، بيروت: دار الجيل للطبع والنشر والتوزيع، OCLC:4769991634، QID:Q116749659{{استشهاد}}:  صيانة الاستشهاد: ref duplicates default (link)
- أبو نعيم الأصبهاني (1998)، معرفة الصحابة، تحقيق: عادل العزازي (ط. 1)، الرياض: دار الوطن للنشر، OCLC:4770508104، QID:Q116762289
- خير الدين الزركلي (2002)، الأعلام: قاموس تراجم لأشهر الرجال والنساء من العرب والمستعربين والمستشرقين (ط. 15)، بيروت: دار العلم للملايين، OCLC:1127653771، QID:Q113504685